# Bataille de Rhadern
Guerre de Sept Ans
Batailles
- Minorque (navale) (1756)
- Pirna (1756)
- Lobositz (1756)
- Reichenberg (1757)
- Prague (1757)
- Kolin (1757)
- Hastenbeck (1757)
- Gross-Jägersdorf (1757)
- Moys (1757)
- Rochefort (1757)
- Rossbach (1757)
- Breslau (1757)
- Leuthen (1757)
- Carthagène (navale) (1758)
- Olomouc (1758)
- Saint-Malo (1758)
- Rheinberg (1758)
- Krefeld (1758)
- Domstadl (1758)
- Cherbourg (1758)
- Zorndorf (1758)
- Saint-Cast (1758)
- Tornow (1758)
- Lutzelberg (1758)
- Hochkirch (1758)
- Bergen (1759)
- Kay (1759)
- Minden (1759)
- Kunersdorf (1759)
- Neuwarp (navale) (1759)
- Hoyerswerda (1759)
- Baie de Quiberon (navale) (1759)
- Maxen (1759)
- Meissen (1759)
- Glatz (1760)
- Landshut (1760)
- Corbach (1760)
- Emsdorf (1760)
- Dresde (1760)
- Warburg (1760)
- Liegnitz (1760)
- Rhadern (1760)
- Berlin (1760)
- Kloster Kampen (1760)
- Torgau (1760)
- Belle-Île (1761)
- Langensalza (1761)
- Cassel (1761)
- Grünberg (1761)
- Villinghausen (1761)
- Ölper (1761)
- Kolberg (1761)
- Wilhelmsthal (1762)
- Burkersdorf (1762)
- Lutterberg (1762)
- Reichenbach (1762)
- Almeida (1762)
- Valencia de Alcántara (1762)
- Nauheim (1762)
- Vila Velha de Ródão (1762)
- Cassel (1762)
- Freiberg (1762)

- Jumonville Glen (1754)
- Fort Necessity (1754)
- Fort Beauséjour (1755)
- 8 juin 1755
- Monongahela (1755)
- Petitcoudiac (1755)
- Lac George (1755)
- Fort Bull (1756)
- Fort Oswego (1756)
- Kittanning (1756)
- En raquettes (1757)
- Pointe du Jour du Sabbat (1757)
- Fort William Henry (1757)
- German Flatts (1757)
- Lac Saint-Sacrement (1758)
- Louisbourg (1758)
- Le Cran (1758)
- Fort Carillon (1758)
- Fort Frontenac (1758)
- Fort Duquesne (1758)
- Fort Ligonier (1758)
- Québec (1759)
- Fort Niagara (1759)
- Beauport (1759)
- Plaines d'Abraham (1759)
- Sainte-Foy (1760)
- Neuville (1760)
- Ristigouche (navale) (1760)
- Mille-Îles (1760)
- Signal Hill (1762)

- Cap-Français (1757)
- Martinique (1759)
- Guadeloupe (1759)
- Dominique (1761)
- Martinique (1762)
- Cuba (1762)

- Chandernagor (1757)
- Plassey (1757)
- Gondelour (1758)
- Négapatam (navale) (1758)
- Condore (1758)
- Madras (1758)
- Pondichéry (navale) (1759)
- Masulipatam (1759)
- Chinsurah (1758)
- Wandiwash (1760)
- Pondichéry (1760-1761)
- Manille (1762)

- Saint-Louis (1758)
- Gorée (1758)
- Gambie

La bataille de Rhadern ou bataille de Radern est un épisode de la guerre de Sept Ans qui eut lieu le 13 septembre 1760 entre l'armée française et l'armée coalisée. La bataille s'est soldée par une victoire française.

## Préambule
Tandis que Frédéric II s'efforce de repousser les forces austro-russes sur ses frontières orientales, les Français mènent une nouvelle tentative pour conquérir l'Électorat de Brunswick-Lunebourg, possession du roi d'Angleterre: un succès sur ce terrain leur permettrait de compenser leurs défaites au Canada et en Inde. Le 12 septembre 1760, le maréchal de Broglie, informé qu'un corps ennemi considérable menace Marbourg, fait partir son corps d'armée qui arrive à Marienhagen où il a un engagement très fort et fait 30 prisonniers.
Le 13 septembre, les troupes du comte de Stainville, marchent vers Frankenberg et rencontrent le corps des alliés entre Rhadern (de) et Münden (Lichtenfels) (de). C'est la bataille de Rhadern.

## Forces en présence
Les deux forces sont séparées par un bois et un petit ruisseau qui se jette dans l'Eder.
Les forces du comte de Stainville sont composées du régiment d'Auvergne et du régiment de Bouillon.
Le comte de Scey est à la tête des régiments des Dragons du Roi et de La Ferronaye, et le comte de Melfort est à la tête des régiments de cavalerie Légion Royale de Pologne, de Poly et de Toustain.
Les forces prusso-hanovriennes sont commandées par le major August Christian von Bülow (de), commandant de la Légion britannique, et le colonel comte de Fersen.

## La bataille
Les troupes alliées occupent les positions sur une colline escarpée. 
Dans un premier temps, alors que le régiment d'Auvergne reste en place, le régiment de Bouillon envoie deux bataillons occuper le château de Lichtenfels afin de renforcer sa gauche. 
Après avoir pris ses dispositions pour attaquer l'ennemi, le comte de Stainville, vers 10 heures, commence le combat.
Les chasseurs du régiment d'Auvergne passent le ruisseau et le ravin qui les séparent de l'ennemi et attaquent à la baïonnette les positions adverses situées sur la colline.
Pendant ce temps, les régiments des dragons du Roi et de La Ferronaye du comte de Scey et la cavalerie de la Légion Royale de Pologne se portent, par un autre chemin, sur la hauteur occupée par l'ennemi. Ils chargent la cavalerie qui s'y trouve et la culbutent. Le comte de Fersen est tué dans cette charge. Les grenadiers et les chasseurs d'Auvergne, commandés par le marquis de Rochambeau et épaulés par le régiment Royal Pologne, suivent l'ennemi de près.
Le combat s'engage; les huit escadrons continuent de poursuivre l'ennemi qui est contraint d'abandonner la hauteur qu'il occupe en abandonnant 3 canons. Il se retire par le village de Münden (Lichtenfels) (de) d’où il gagne une autre hauteur près de Neukirchen en abandonnant trois autres canons.
L'artillerie française canonne vivement l'ennemi en retraite tandis que l'infanterie, devancée par les dragons, le chasse de hauteur en hauteur sur un terrain difficile traversé de ruisseaux et de ravins. Les Français trouvent dans les bois deux autres canons dont ils s’emparent.

## Bilan
Les Français capturent 8 canons avec les équipages, 40 chariots de munitions, 1 200 chevaux de troupes, d'artillerie et de bagages.
En outre les Hanovriens perdent le comte de Fersen tué au combat, tandis que Bulow échappe de justesse à la capture.
Stainville n'a pas remporté d'avantage décisif et doit livrer une campagne d'hiver contre les Prusso-Hanovriens où il subira la défaite de Langensalza en février 1761.